# Svátostný charakter
Některé křesťanské denominace věří, že svátostný charakter, nesmazatelné duchovní znamení (význam slova charakter v latině), je vtisknuto kteroukoli ze tří ze sedmi svátostí: křtem, biřmováním a svěcením.

## Historie
Toto učení vyjádřil Augustin z Hippo ve svých náboženských rozpravách. Učení o svátostném charakteru bylo dogmaticky definováno katolickou církví na Tridentském koncilu v 16. století.

## Nauka podle křesťanských denominací

### Katolicismus
Toto učení je v Katechismu katolické církve (1992) vyjádřeno takto:
Tři svátosti, křest, biřmování a kněžské svěcení, udělují kromě milosti také svátostný charakter nebo pečeť, kterou se křesťan podílí na Kristově kněžství a stává se členem církve podle různých stavů a funkcí. Tato konfigurace ke Kristu a k církvi, způsobená Duchem svatým, je nesmazatelná; zůstává v křesťanovi navždy jako pozitivní dispozice pro milost, příslib a záruka Boží ochrany a jako povolání k bohoslužbě a ke službě církvi. Proto se tyto svátosti nemohou nikdy opakovat.
Pokud jsou pochybnosti, zda osoba svátost přijala, může být svátost udělena podmíněně (s použitím slov jako u podmínečného křtu: „Nejsi-li pokřtěn, křtím tě ve jménu Otce i Syna i Ducha svatého“). Takové udělení je však platné a účinné pouze do té míry, do jaké již nedošlo k platnému udělení téže svátosti, neboť v žádném případě nepředstavuje účinné opakování platného předchozího udělení této svátosti.
Katechismus katolické církve vysvětluje význam obrazu „pečeť“, který se používá jako alternativa k obrazu „charakter“, takto:
,Otec vtiskl svou pečeťʻ na Krista – Jan 6, 27 (Kral, ČEP) a také nás v něm pečetí (srov. 2Kor 1, 22 (Kral, ČEP); Ef 1, 23 (Kral, ČEP); Ef 4, 30 (Kral, ČEP)). Protože tato pečeť označuje nesmazatelný účinek pomazání Duchem svatým ve svátostech křtu, biřmování a kněžského svěcení, používá se v některých teologických tradicích obraz pečeti (σφραγίς) k vyjádření nesmazatelného ,charakteruʻ vtištěného těmito třemi neopakovatelnými svátostmi.

### Luteránství
Luteránský teolog Wolfhart Pannenberg prohlásil, že „z hlediska myšlenky zaslíbení a poslání, které neustále řídí zasvěcené osoby a vyžadují je pro Kristovu službu, již nemusíme z luteránské strany vystupovat proti [nesmazatelnému charakteru], protože tento pohled nachází výraz i v luteránských církvích. Zde se svěcení neopakuje.“

### Episkopální církev v USA
Kniha společných modliteb protestantské episkopální církve ve Spojených státech amerických učí, že „svazek, který Bůh ustanovuje ve křtu, je nerozlučitelný“.

### Pravoslaví
V pravoslaví se názory na tento pojem různí.
Rodopulos se zabývá teorií, kterou nazývá „nezrušitelnost kněžství“, což je teorie, že „kněžské svěcení je nezrušitelné, a pokud by byl zbavený kněžství obnoven, jeho svěcení se již neopakuje“. Rodopoulos uvádí, že „[východní] pravoslavná církev se k této otázce oficiálně nevyjádřila. Římská církev tuto nauku ustanovila na Tridentském koncilu (1545–1563)“. Rodopulos dodává: „Pouze někteří [východo]pravoslavní teologové, ovlivnění římskokatolickým učením, tuto teorii přijali. Dlouhodobá praxe církve, stejně jako její učení o milosti, však teorii o nezrušitelnosti kněžství odmítají. Kněží, kteří jsou zbaveni kněžství, se vracejí do řad laiků nebo mnichů“.
Calivas věří, že „charakter svěcení je nesmazatelný“.
Scouteris se domnívá, že „v patristickém učení nelze nalézt žádné důkazy o teorii nesmazatelného znamení. Naopak, kanonické údaje nenechávají nikoho na pochybách, že se vyloučený kněz nebo biskup po rozhodnutí církve o zpětném odebrání kněžství vrací do hodnosti laiků. V žádném případě se nepředpokládá, že by si anathemizovaný nebo vyloučený z kněžství zachoval své kněžství“.